# Букатый, Василий Людвигович
Василий Людвигович Букатый (1889—1971) — советский государственный и партийный деятель.

## Биография
Родился В. Л. Букатый в 1889 году в Красноярске. По окончании ремесленного училища работал в красноярских железнодорожных мастерских. Пятнадцатилетним юношей вступил на путь революционной борьбы. В 1905 году участвовал в вооруженном восстании красноярских рабочих, после подавления которого оказался в тюрьме.
С 1911 года в царской армии, участник Первой мировой войны. После Февральской революции 1917 года солдаты-фронтовики избирают Василия Букатого председателем корпусного комитета 11-й армии, затем товарищем председателя армейского комитета той же армии.
Летом 1918 года воевал против белогвардейцев в Забайкалье и на Амуре, затем работал в подполье. В начале июля 1919 года возглавил военный штаб Иркутского комитета РКП(б). Один из организаторов свержения власти адмирала Колчака в Иркутской губернии: в начале 1920 года начальник Центрального штаба рабоче-крестьянских дружин, был политкомом Восточно-Сибирской советской армии и военкомом Иркутской дивизии Народно-революционной армии ДВР.
В 1920-25 годах работал зам.председателя Иркутского губревкома и губисполкома, одно время работал управделами Восточного отделения Коминтерна и зав. орготделом Иркутского и Енисейского губкомов РКП(б). С мая 1924 года — кандидат в члены, с декабря 1924 по август 1930 гг. член Сибкрайкома ВКП(б).
С 17 июля 1925 года — секретарь Каменского окружкома ВКП(б), с октября 1928 года — зав. орготделом, затем — секретарь Томского окружкома ВКП(б). В конце 1929 года работал некоторое время в аппарате ЦК ВКП(б) и Институте народного хозяйства.
С сентября 1930 года — секретарь сначала Красноярского горкома, с декабря того же года секретарь Восточно-Сибирского крайкома ВКП(б). В октябре 1932 года избран председателем Восточно-Сибирского крайисполкома.
26 января—10 февраля 1934 года делегат XVII съезда ВКП(б).
С 11 февраля 1934 года переведен на работу в Комиссию советского контроля при Совнаркоме СССР, в сентябре 1937 года уполномоченный КСК по Куйбышевской обл.
Был арестован, в октябре 1940 года Особым совещанием (ОС) при НКВД СССР приговорен к 8 годам ИТЛ. Освобожден в мае 1946 года, был снова арестован в ноябре 1950 года и приговорен к ссылке в Енисейский район. Последние годы жизни персональный пенсионер В. Л. Букатый жил в селе Шушенском.
Был делегатом XII, XIII и XVII съездов РКП(б)-ВКП(б), XII-XIV и XVI партконференций.